# Краспедия
Краспедия (лат. Craspedia) — род цветковых растений семейства сложноцветных. Представители рода распространены в Австралии и Новой Зеландии, где встречаются на различных ландшафтах от уровня моря до Южных Альп. Растения произрастают во всех штатах Австралии, кроме Северной территории. В Новой Зеландии краспедия встречается от Восточного мыса на Северном острове на юг до острова Стюарт. Также встречается на островах Кэмпбелл и островах Чатем.

## Ботаническое описание
Травянистое растение, образующее розетку листьев, со сложной головкой на прямостоячих неразветвленных стеблях. Головки представляют собой полусферические или сферические соцветия из крошечных цветков. Большинство видов многолетние; один вид зарегистрирован как однолетник (Craspedia haplorrhiza). Листья от белого до зелёного цвета, имеют значительные различия по форме и часто покрыты тонкими волосками. Близкородственным родом является Pycnosorus. Представителей этих родов можно различить по способу крепления отдельных цветочных головок к сложным головкам: у Pycnosorus они прикрепляются напрямую (сидячие), а у Craspedia имеют небольшие цветоножки. Два рода на самом деле могут быть монофилетическими.

## Таксономия
Род Craspedia был впервые описан Иоганном Георгом Адамом Форстером в 1786 году. Он относится к семейству Asteraceae, трибе Gnaphalieae, насчитывающей около 23 видов. Первоначальное описание включало только один вид, Craspedia uniflora. Ранние авторы включали в род Pycnosorus, который позже был выделен. Молекулярная филогения предполагает, что два рода были сестринской группой, но есть некоторые свидетельства того, что два рода на самом деле могут быть монофилетической группой.

### Перечень видов
Согласно the Global Compositae Checklist
- Craspedia adenophora K.L.McDougall & N.G.Walsh
- Craspedia alba J.Everett & Joy Thomps.
- Craspedia alpina
- Craspedia aurantia J.Everett & Joy Thomps.
- Craspedia canens J.Everett & Doust
- Craspedia coolaminica J.Everett & Joy Thomps.
- Craspedia costiniana J.Everett & Joy Thomps.
- Craspedia crocata J.Everett & Joy Thomps.
- Craspedia glabrata (Hook.f.) Rozefelds
- Craspedia glauca (Labill.) Spreng.
- Craspedia incana Allan
- Craspedia jamesii J.Everett & Joy Thomps.
- Craspedia lamicola J.Everett & Joy Thomps.
- Craspedia lanata (Hook.f.) Allan
- Craspedia leucantha F.Muell.
- Craspedia major (Hook.f.) Allan
- Craspedia maxgrayi J.Everett & Joy Thomps.
- Craspedia minor (Hook.f.) Allan
- Craspedia paludicola J.Everett & Doust
- Craspedia pilosa Spreng.
- Craspedia preminghana Rozefelds
- Craspedia richea Cass.
- Craspedia robusta (Hook.f.) Cockayne
- Craspedia uniflora G.Forst.
- Craspedia variabilis J.Everett & Doust

### Этимология
Название рода происходит от греч. др.-греч. Kraspedon, что означает «край», «подол» или «кайма», из-за шерстистой бахромы листьев, характерных для типового вида.

## Биогеография и эволюция

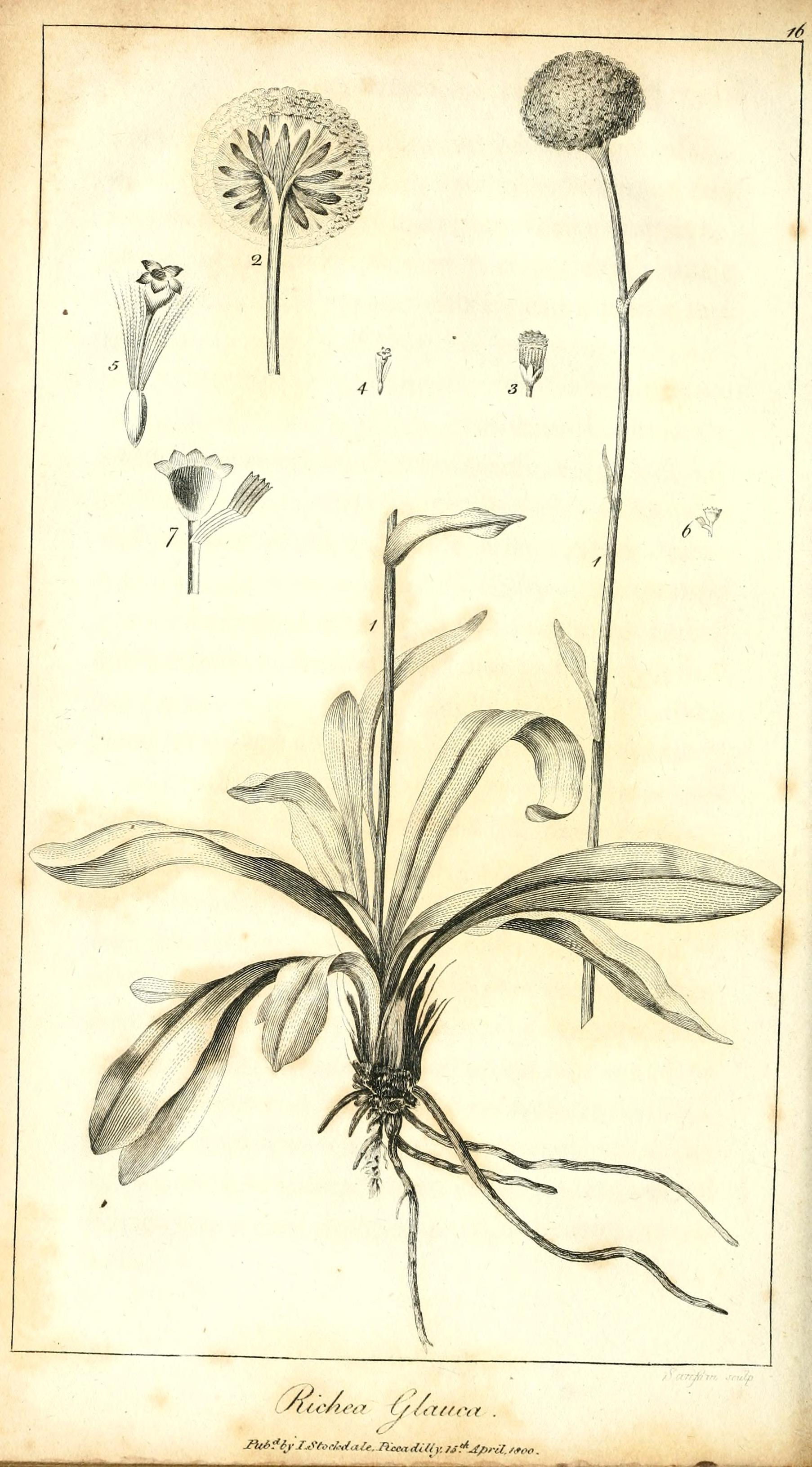
Ботаническая иллюстрация (1800 г.)

Краспедия имеет два основных центра разнообразия, оба связаны с горными районами. Один из них находится в альпийской и субальпийской зоне национального парка Косцюшко в Австралии, где произрастает семь видов. Другой центр представляет собой большую территорию на северо-западе Южного острова Новой Зеландии, где также встречается несколько видов.

## Экология
Виды рода Краспедия встречаются в широком диапазоне местообитаний от прибрежных до альпийских и, как правило, представляют собой растения открытых местностей, иногда рудеральные. Наблюдения за некоторыми австралийскими видами показывают, что они хорошо восстанавливаются после пожара. В Австралии краспедия обычно растет в лесной среде обитания, тогда как в Новой Зеландии они, как правило, исключены из закрытых лесов Nothofagus. Краспедии также могут встречаться в плотных, широко распространенных популяциях на материковой части Австралии, но, как правило, не в Новой Зеландии или Тасмании. Большинство австралийских неальпийских видов обитают на естественных пастбищах и кустарниках, связанных с эвкалиптовыми лесами. Альпийские виды встречаются в Тасмании. В Новой Зеландии виды можно найти на прибрежных песчаных дюнах, водно-болотных угодьях, сопках и осыпях граувакков. Краспедия растет на самых разных типах почв, включая пески, гравий, глины и суглинки, которые происходят из разных геологических структур с широким градиентом осадков. По-видимому, они нетерпимы только к очень неплодородным и кислым почвам. Это видно по отсутствию представителей рода в частях западной Тасмании, для которых характерны почвы, образованные из докембрийских кварцевых пород. На этих песчаных неплодородных ландшафтах преобладает влажная вересковая экосистема, известная как вересковая пустошь.

## Выращивание
Краспедия устойчива в зонах зимостойкости 9–11 USDA. Растения размножаются черенкованием, но семенное разведение является более надежным и быстрым методом. Семена прорастают через несколько дней на среде для проращивания. Обычно растения самобесплодны. Альпийские виды нуждаются в регулярном поливе и отличном дренаже. Все виды предпочитают прохладные условия в корневой зоне; обкладывание камнями или присыпка гравием либо песком обеспечивает лучшие условия для выращивания. Растения обычно формируют одну розетку, которая дает один цветонос.

## Использование
Краспедию выращивают как в качестве декоративного садового растения, так и в цветоводстве для срезки цветов и цветочных композиций, включая сухоцветы. Африка является источником экспорта.